# Surrate
Surrate ou Surat (em guzerate: સુરત), anteriormente conhecido como Suriapur, é uma cidade no estado indiano de Guzerate. É a capital administrativa do distrito de Surrate. A cidade está localizada 284 quilômetros  ao sul da capital do estado, Gandinagar, no sul do rio Tapti.
Antes da ascensão de Surrate em 1500, a cidade vizinha de Rander era o principal centro comercial da região. Nos anos 1500, Rander declinou devido aos ataques portugueses. Surrate foi incendiada pelos portugueses em 1512 e 1530. Em 1514, o viajante português Duarte Barbosa descreveu a cidade como um importante porto marítimo, frequentado por muitos navios vindos da Costa do Malabar e de várias partes do mundo. A cidade recebeu o nome de "Surrate" em 1520. Foi conquistada pelos mogóis em 1573.
Surrate tinha uma população de 4,6 milhões de pessoas segundo o censo de 2011, tornando-a a segunda maior cidade do estado de Guzerate, depois de Amedabade. É a oitava maior cidade e a nona maior área metropolitana da Índia. 
A cidade registrou uma taxa de crescimento do PIB anualizado de 11,5% entre os anos fiscais de 2001 e 2008. Surrate foi selecionada como a primeira "cidade inteligente" da Índia pela Microsoft por seu desenvolvido setor de tecnologia da informação. A cidade tem 2,97 milhões de usuários de internet, ou cerca de 65% da população total.